# Triepeolus verbesinae
Triepeolus verbesinae là một loài Hymenoptera trong họ Apidae. Loài này được Cockerell mô tả khoa học năm 1897.